# Allan Oyirwoth
Allan Oyirwoth né le 23 janvier 2007 à Amor en Ouganda, est un footballeur international ougandais qui évolue au poste de milieu offensif au Revolution de la Nouvelle-Angleterre en MLS.

## Biographie

### En club
Né à Amor, près de Pakwach en Ouganda, Allan Oyirwoth fréquente notamment l'Amus College School basée à Bukedea, où il joue avec l'équipe de football. Comparé notamment à Paul Pogba durant sa formation, il remporte notamment en 2023 le titre de MVP par l'Association sportive des écoles secondaires d'Ouganda (USSSA). Il est également formé par le MYDA FC (en), un club de la ville de Tororo.
Alors qu'il est annoncé proche d'un transfert vers le club suédois du BK Häcken en octobre 2024, Allan Oyirwoth prend finalement la direction des États-Unis en janvier 2025 en signant au au Revolution de la Nouvelle-Angleterre pour un contrat courant jusqu'en décembre 2028, avec une année supplémentaire en option.
Il fait ses débuts avec l'équipe première le 8 mai 2025, lors d'une rencontre d'US Open Cup face au Rhode Island FC. Il est titularisé et son équipe s'impose par deux buts à un.

### En sélection
Allan Oyirwoth représente notamment l'équipe d'Ouganda des moins de 20 ans, participant aux Jeux africains en 2023.
Allan Oyirwoth honore sa première sélection avec l'équipe nationale d'Ouganda le 21 novembre 2023 face à la Somalie. Titularisé, il se distingue en délivrant une passe décisive pour Rogers Mato (en) sur l'ouverture du score, permettant ainsi à son équipe de s'imposer (0-1 score final).